# 孔旋芋属
孔旋芋属（学名：Anaphyllopsis），又称螺苞芋属，是天南星科的一个属，是种开花植物，原产于南美洲北部。
该属由阿利斯泰尔·海伊于1988年创建，目的是解释Cyrtosperma americanum与其他曲籽芋属（Cyrtosperma）物种的差异。他决定创建一个名为孔旋芋属（Anaphyllopsis）的新属，并将Cyrtosperma americanum重命名为Anaphyllopsis americana（孔旋芋）。随后添加了来自亚马孙的另外两个物种，Anaphyllopsis pinnata和Anaphyllopsis cururuana。孔旋芋属的叶子具有羽状的特征。孔旋芋属在外观上与旋苞芋属非常相似。

## 下属物种
本属共有3个种：
1. 孔旋芋 Anaphyllopsis americana (Engl.) A.Hay - 巴西北部、圭亚那、法属圭亚那
2. Anaphyllopsis cururuana A.Hay - 巴西北部
3. Anaphyllopsis pinnata A.Hay - 委内瑞拉亚马孙州